# Ле-Шен (Ер)
Ле-Шен (фр. Le Chesne) — колишній муніципалітет у Франції, у регіоні Нормандія, департамент Ер. Населення — 563 осіб (2011).
Муніципалітет був розташований на відстані близько 105 км на захід від Парижа, 65 км на південь від Руана, 21 км на південний захід від Евре.

## Історія
До 2015 року муніципалітет перебував у складі регіону Верхня Нормандія. Від 1 січня 2016 року належав до нового об'єднаного регіону Нормандія.
1 січня 2016 року Ле-Шен, Шантлу, Лез-Ессар i Сен-Дені-дю-Беелан було об'єднано в новий муніципалітет Марбуа.

## Демографія
Динаміка населення (INSEE ):
Розподіл населення за віком та статтю (2006):
| Стать | Всього | До 15 років | 15-24 | 25-44 | 45-64 | 65-85 | Понад 85 |
| --- | ------ | ----------- | ----- | ----- | ----- | ----- | -------- |
| Чоловіки | 218    | 46          | 16    | 57    | 71    | 24    | 4        |
| Жінки | 260    | 62          | 21    | 96    | 45    | 32    | 4        |
| \| Статево-вікова піраміда \| Статево-вікова піраміда \| Статево-вікова піраміда \| \| ----------------------- \| ----------------------- \| ----------------------- \| \| Чоловіки \| Вік \| Жінки \| \| 4 \| 85 + \| 4 \| \| 8 \| 80-84 \| 8 \| \| 0 \| 75-79 \| 12 \| \| 12 \| 70-74 \| 8 \| \| 4 \| 65-69 \| 4 \| \| 8 \| 60-64 \| 8 \| \| 21 \| 55-59 \| 12 \| \| 21 \| 50-54 \| 17 \| \| 21 \| 45-49 \| 8 \| \| 12 \| 40-44 \| 33 \| \| 12 \| 35-39 \| 29 \| \| 21 \| 30-34 \| 17 \| \| 12 \| 25-29 \| 17 \| \| 8 \| 20-24 \| 4 \| \| 8 \| 15-20 \| 17 \| \| 12 \| 10-14 \| 21 \| \| 17 \| 5-9 \| 33 \| \| 17 \| 0-4 \| 8 \| |        |             |       |       |       |       |          |
| Статево-вікова піраміда |        |             |       |       |       |       |          |
| Чоловіки | Вік    | Жінки       |       |       |       |       |          |
| 4 | 85 +   | 4           |       |       |       |       |          |
| 8 | 80-84  | 8           |       |       |       |       |          |
| 0 | 75-79  | 12          |       |       |       |       |          |
| 12 | 70-74  | 8           |       |       |       |       |          |
| 4 | 65-69  | 4           |       |       |       |       |          |
| 8 | 60-64  | 8           |       |       |       |       |          |
| 21 | 55-59  | 12          |       |       |       |       |          |
| 21 | 50-54  | 17          |       |       |       |       |          |
| 21 | 45-49  | 8           |       |       |       |       |          |
| 12 | 40-44  | 33          |       |       |       |       |          |
| 12 | 35-39  | 29          |       |       |       |       |          |
| 21 | 30-34  | 17          |       |       |       |       |          |
| 12 | 25-29  | 17          |       |       |       |       |          |
| 8 | 20-24  | 4           |       |       |       |       |          |
| 8 | 15-20  | 17          |       |       |       |       |          |
| 12 | 10-14  | 21          |       |       |       |       |          |
| 17 | 5-9    | 33          |       |       |       |       |          |
| 17 | 0-4    | 8           |       |       |       |       |          |

## Економіка
2010 року серед 374 осіб працездатного віку (15—64 років) 300 були активними, 74 — неактивними (показник активності 80,2%, у 1999 році було 71,1%). З 300 активних мешканців працювали 274 особи (145 чоловіків та 129 жінок), безробітними було 26 (13 чоловіків та 13 жінок). Серед 74 неактивних 25 осіб було учнями чи студентами, 30 — пенсіонерами, 19 були неактивними з інших причин.

У 2010 році в муніципалітеті числилось 205 оподаткованих домогосподарств, у яких проживали 576,0 особи, медіана доходів виносила 18 478 євро на одного особоспоживача